# Joseph De Coene
Pour les articles homonymes, voir De Coene.
 (juillet 2025).
La mise en forme du texte ne suit pas les recommandations de Wikipédia : il faut le « wikifier ».
Les points d'amélioration suivants sont les cas les plus fréquents. Le détail des points à revoir est peut-être précisé sur la page de discussion.
- Les titres sont pré-formatés par le logiciel. Ils ne sont ni en capitales, ni en gras.
- Le texte ne doit pas être écrit en capitales (les noms de famille non plus), ni en gras, ni en italique, ni en « petit »…
- Le gras n'est utilisé que pour surligner le titre de l'article dans l'introduction, une seule fois.
- L'italique est rarement utilisé : mots en langue étrangère, titres d'œuvres, noms de bateaux, etc.
- Les citations ne sont pas en italique mais en corps de texte normal. Elles sont entourées par des guillemets français : « et ».
- Les listes à puces sont à éviter, des paragraphes rédigés étant largement préférés. Les tableaux sont à réserver à la présentation de données structurées (résultats, etc.).
- Les appels de note de bas de page (petits chiffres en exposant, introduits par l'outil «  Source ») sont à placer entre la fin de phrase et le point final[comme ça].
- Les liens internes (vers d'autres articles de Wikipédia) sont à choisir avec parcimonie. Créez des liens vers des articles approfondissant le sujet. Les termes génériques sans rapport avec le sujet sont à éviter, ainsi que les répétitions de liens vers un même terme.
- Les liens externes sont à placer uniquement dans une section « Liens externes », à la fin de l'article. Ces liens sont à choisir avec parcimonie suivant les règles définies. Si un lien sert de source à l'article, son insertion dans le texte est à faire par les notes de bas de page.
- La présentation des références doit suivre les conventions bibliographiques. Il est recommandé d'utiliser les modèles {{Ouvrage}}, {{Chapitre}}, {{Article}}, {{Lien web}} et/ou {{Bibliographie}}. Le mode d'édition visuel peut mettre en forme automatiquement les références.
- Insérer une infobox (cadre d'informations à droite) n'est pas obligatoire pour parachever la mise en page.

Pour une aide détaillée, merci de consulter Aide:Wikification.
Si vous pensez que ces points ont été résolus, vous pouvez retirer ce bandeau et améliorer la mise en forme d'un autre article.
 (juillet 2025).
Joseph François De Coene (Jozef en néerlandais), né le 17 septembre 1875 à Courtrai et mort le 15 octobre 1950 dans cette même ville, est un entrepreneur belge qui a apporté une contribution importante à l'industrie de l'art et de l'artisanat.

## Biographie
Joseph est le fils aîné du tapissier Adolphe De Coene et de la peintre gantoise Coralie Tavernier. Joseph à un frère, également prénommé Adolphe. Issue de milieu francophone de Flandre, la famille parle le français alors qu'elle habite Courtrai. Lorsqu'il a treize ans, son père meurt, et Joseph doit abandonner ses études pour aider sa mère à tenir l'atelier.

### Éducation et réussite en affaires
En 1893, Coralie envoie son fils à Bruxelles pour faire son apprentissage dans la firme Snyers-Rank et Cie. Dans la capitale, le jeune homme suit les cours du soir de l'Académie, où il se lie d'amitié avec l'architecte Jean-Baptiste Dewin. C'est là qu'il entre en contact avec les idées de Henry Van de Velde, John Ruskin et William Morris.
De retour à Courtrai, il reprend l'entreprise parentale. Celle-ci déménage vers la Leiestraat et s’agrandit avec l'ouverture d'un magasin de meubles. En 1905, son frère Adolf et ses beaux-frères Arthur Deleu et Marcel Brunein rejoignent l'affaire qui prend la forme d'une société en nom collectif, De Coene Frères. En un an, ils construient une usine sur la Van de Peereboomlaan. Son épouse française, Jeanne Courmont avec qui il s'est marié en 1906, rejoint également l'entreprise. Ensemble, ils ont quatre filles : Paulette, Lucienne, Cécile et Charlotte.

### Expansion pendant l'entre-deux-guerres
Les destructions de la Première Guerre mondiale ont entraîné une forte demande de meubles et de menuiserie après la fin des hostilités. De Coene Frères réagit avec enthousiasme à cette opportunité. En 1920, Joseph De Coene peut acheter le Kasteel ter Walle, un manoir de la région. Il le restaure, l'agrandit d'un salon d'été en saillie et d'une nouvelle aile latérale pour son atelier de peinture. Il le rebaptise « Ma campagne ». 
Malgré le succès, les ambitions de Joseph De Coene sont plus grandes. En 1921, il part en voyage d'étude aux États-Unis avec De Win. À son retour, il commence la production en série de meubles en lamellé-collé et commence à participer à des expositions internationales : Milan, Paris, Roubaix, Bruxelles. Les meubles innovants issus de ses ateliers reçoivent prix et des médailles. L'entreprise expose au pavillon belge de l'Exposition internationale des arts décoratifs de Paris, en 1925. Elle adopte l'Art déco comme marque de fabrique. Après quelques années, l'entreprise se transforme en une société anonyme, la Kortrijkse Kunstwerkstede Gebroeders De Coene. À la veille de la Seconde Guerre mondiale, elle emploit près de 3 000 personnes.
L’exubérant De Coene est un excellent réseauteur. De 1922 à 1940, il ouvre les portes de sa maison pour ses « tables du lundi » hebdomadaires. Parmi les invités réguliers figurent non seulement des amis locaux tels que Stijn Streuvels, Willem Putman et Albert Saverys, mais aussi Herman Teirlinck, August Vermeylen, Jef van Hoof et Henry van de Velde. Ce dernier est aussi une sorte de père spirituel du Kunstwerkstede et on le retrouve régulièrement dans les ateliers de production. De Coene y accueille également des designers internationaux : Marcel Breuer, Harry Bertoia, Mies van der Rohe, Eero Saarinen.
Il aime faire des excursions en bateau avec ses amis, d'abord avec son sloop t Haantje et plus tard avec De Waterhoen, une barge à moules reconvertie. Il emmène avec lui James Ensor, Constant Permeke, Ernest Claes, Cyriel Buysse, Herman Teirlinck et Gerard Walschap lors de voyages sur les voies navigables intérieures. À l'initiative de Teirlinck, les joyeux frères artistes sont rejoints par la reine Elisabeth pour un voyage sur la Lys le 1er juin 1931. Trois ans plus tôt, elle avait visité le Kunstwerkstede avec le roi Albert. Son fondateur s'était alors vu conférer le titre de baron. En 1932, la famille royale revient avec le prince Léopold.

### Collaboration et chute
Au début de la Seconde Guerre mondiale, l'usine est gravement endommagée par les bombardements allemands répétés de la gare de triage (à partir du 10 mai 1940). Elle est reconstruite grâce à un prêt de la Société Nationale de Crédit à l'Industrie. Cela n'empêche pas le Kunstwerkstede d'exécuter des commandes pour les forces d'occupation. Elle produit entre autres des casernes, des maquettes d'avions, des logements d'urgence, des caisses de munitions et des filets de camouflage. À la fin de la guerre, les usines reconstruites sont à nouveau détruites, cette fois par les bombardements alliés (1944).
En raison de sa collaboration économique, De Coene est arrêté après la libération et emprisonné dans une prison de Courtrai. En tant que membre du parti collaborateur DeVlag, il a également participé à plusieurs expositions en Allemagne. La cour martiale le condamne initialement à la réclusion à perpétuité. Après un appel et une cassation, il est finalement condamné à 20 ans de travaux forcés. Il purge sa peine à la prison de Saint-Gilles. La Kunstwerkstede est tenue civilement responsable des dommages substantiels que ses administrateurs ont dû payer à l'État belge. Elle reste sous séquestre jusqu'en 1952.
En raison de son état de santé, De Coene passe les dernières années de sa vie sous surveillance au sanatorium Ter Nood (Overijse). En 1950, il revient à Courtrai pour y mourir.

## Mandats
Joseph De Coene est l'instigateur de la création de la fédération professionnelle de l'industrie du bois, dont il devient également président en 1923. L'année suivante, il fonde la Société nationale des arts décoratifs et industriels et en devient en 1925 le vice-président.
De 1927 à 1938, il siège au conseil municipal de Courtrai pour les libéraux.

## Éditeur-imprimeur
Inspiré par la Kelmscott Press de son grand exemple William Morris, De Coene crée une maison d'édition et d'impression au sein de sa société, De Eikelaar (1926). Il en confie la direction artistique à Stijn Streuvels.
Par ce canal, De Coene publie un livre dans lequel il décrit une expérience tragi-comique du début de la Première Guerre mondiale. Le texte avait déjà paru sous le titre "Eerste ontmoeting" dans Geïllustreerd Maandschrift d'Elsevier (1917), avec Stijn Streuvels comme auteur. Il raconte comment De Coene et ses amis sont allés par curiosité observer la guerre et ont vécu des moments périlleux près de Geluwe, entre les avant-postes allemands et anglais.

## Peintre
Tout au long de sa vie, Joseph De Coene fut un peintre passionné, notamment de paysages et de natures mortes. En 1899, il fonde avec Victor Verougstraete le cercle Onze kunst om beters wille (Notre art pour le meilleur vouloir), plus tard abrégé en Onze Kunst. Il est influencé par son ami Albert Saverys et par l'école de Laethem.
Bien qu'il soit tombé plus tard dans un certain oubli, ses œuvres picturales furent appréciées par ses contemporains. Elles ont même bénéficié d'une exposition rétrospective au Palais des Beaux-Arts en 1938.
Certaines de ses peintures, dont un autoportrait, sont visibles au musée Broel.